# Enrico Montesano
Pour les articles homonymes, voir Montesano (homonymes).
Enrico Montesano, né le 7 juin 1945 à Rome dans la région du Latium, est un acteur, réalisateur, scénariste, producteur de cinéma et homme politique italien.

## Biographie

### Politique
Enrico Montesano, aux idées socialistes et libertaires, est conseiller municipal à Rome pour le PDS (1993-1995) et député européen (1994-1996) pour le Groupe socialiste européen. En 2009, il adhère au Movimento Libertario et le 10 octobre 2013 il annonce qu'il a voté pour le Mouvement 5 étoiles.

## Filmographie partielle

### Comme acteur
- 1968 : Zum zum zum de Bruno Corbucci et Sergio Corbucci
- 1971 : Deux Trouillards pistonnés (Io non spezzo... rompo) de Bruno Corbucci
- 1972 : Causa di divorzio de Marcello Fondato
- 1972 : Boccace raconte de Bruno Corbucci
- 1975 : Amore vuol dir gelosia de Mauro Severino
- 1976 : Deux Idiots à Monte-Carlo de Mauro Severino
- 1977 : Les Bonshommes (Pane, burro e marmellata) de Giorgio Capitani
- 1977 : Tre tigri contro tre tigri de Sergio Corbucci et Steno
- 1980 : L'Amour en première classe de Salvatore Samperi
- 1980 : Mon curé va en boîte de Pasquale Festa Campanile
- 1980 : Le Larron de Pasquale Festa Campanile
- 1982 : Il conte Tacchia de Sergio Corbucci
- 1982 : Ensemble, c'est un bordel... séparés, un désastre de Steno
- 1982 : Grand Hotel Excelsior de Castellano et Pipolo
- 1982 : Più bello di così si muore de Pasquale Festa Campanile
- 1983 : Sing Sing de Sergio Corbucci
- 1986 : Grandi magazzini de Franco Castellano et Giuseppe Moccia
- 1987 : Une catin pour deux larrons (I Picari) de Mario Monicelli
- 2009 : Ex de Fausto Brizzi

### Comme réalisateur

#### Au cinéma
- 1985 : A me mi place

#### À la télévision

##### Séries télévisées
- 1995 : Pazza famiglia
- 1996 : Pazza famiglia 2

### Comme producteur

#### Au cinéma
- 1985 : A me mi place

## Prix et distinctions
- David Spécial en 1977.
- David Spécial en 1980 pour ses rôles dans Aragosta a colazione, Il ladrone et Qua la mano.
- Nomination au Ruban d'argent du meilleur acteur en 1984 pour Sotto... sotto... strapazzato da anomala passione.
- David di Donatello du meilleur réalisateur débutant en 1986 pour A me mi place.
- Ruban d'argent du meilleur nouveau réalisateur en 1986 pour A me mi place.